# Preludio op. 28 n. 6 (Chopin)

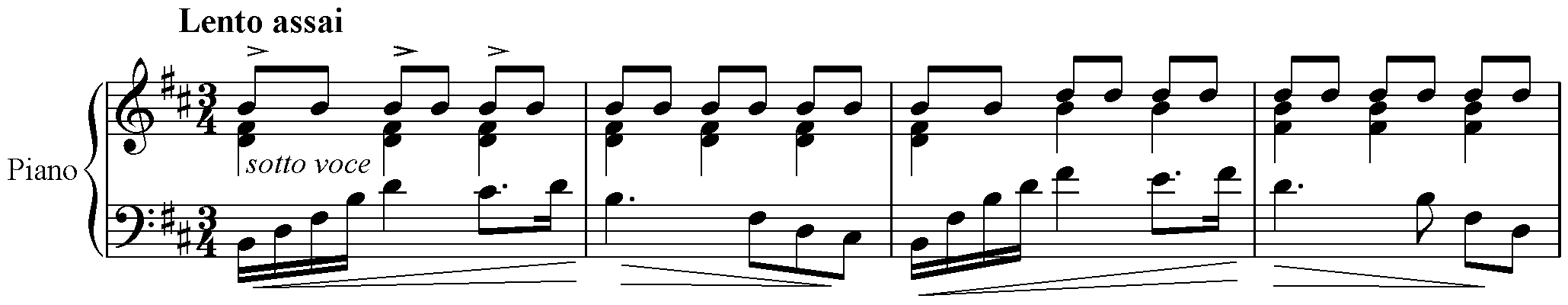
Battute iniziali del Preludio op. 28 n. 6

Il Preludio Op. 28 n. 6, in Si minore, conosciuto anche con il titolo apocrifo di Campane che rintoccano, è una composizione per pianoforte scritta da Fryderyk Chopin nel 1838.
Chopin scrisse questo preludio, molto probabilmente, nel 1838 quando si trovava sull'isola di Maiorca nel monastero di Valldemossa. Il brano presenta una netta analogia con il Preludio n. 4, anch'esso risalente al periodo passato sull'isola; i due pezzi sembrano essere complementari, infatti hanno la stessa durata, sono in tonalità minore, un tempo molto lento e presentano l'uno la melodia alla mano destra, l'altro alla sinistra; i due preludi sono inoltre simili per l'atmosfera cupa e profondamente malinconica, tanto che furono eseguiti nel 1849 dall'organista Lefébure-Wély al funerale del compositore.
Il brano, Lento assai, inizia con la mano sinistra che disegna un arpeggio verso l'alto, subito frenato in un'appoggiatura discendente da cui si sfrangiano, come precipitando, piccole meteore sonore. La mano destra appoggia mestamente lo stesso accordo di Si minore ribattendo nella parte superiore del canto suoni argentei. Così il tema, in realtà un solo frammento ripetuto continuamente, forma una linea continua, quasi ossessiva, avvolgendo il brano di un senso di cupa ineluttabilità tanto da far ricordare il suono della campana del convento, fino alla fine. Di nuovo il tema si ripete e solo a tratti sembra aprirsi a qualche spiraglio, sino a quando, come imboccando la via del ritorno, inverte la direzione scorrendo su un'appoggiatura ascendente, seguita da una scaletta digradante. L'insistente ribattuto della mano destra sembra descrivere, un po' sinistramente, l'atmosfera di Valldemossa e delle sue rovine, con quel clima tetro che aveva profondamente colpito il musicista. Poche misure di coda, e il tema sfuma sempre più in lontananza, spegnendosi all'orizzonte in un lieve e malinconico finale.